# Kuurninsaari
Kuurninsaari är en ö i Finland. Den ligger i sjön Ruovesi och i kommunen Ruovesi i den ekonomiska regionen  Övre Birkalands ekonomiska region  och landskapet Birkaland, i den södra delen av landet, 210 km norr om huvudstaden Helsingfors. Öns area är 5,8 hektar och dess största längd är 380 meter i sydöst-nordvästlig riktning.